# دانيال جيسوس
دانيال جيسوس هو لاعب كرة قدم برازيلي في مركز الوسط، ولد في 22 مايو 1998.

## وصلات خارجية
- دانيال جيسوس على موقع قاعدة بيانات كرة القدم.إي يو (الإنجليزية)
- دانيال جيسوس على موقع Soccerway.com (الإنجليزية)
- دانيال جيسوس على موقع عالم كرة القدم.نت (الإنجليزية)